# Trimix

Código de color alternativo IMCA, en el hombro de cilindro con Trimix

El trimix es un gas respirable, que está formado por la mezcla de oxígeno, helio y nitrógeno, y es utilizado en buceo técnico y en buceo recreativo avanzado.

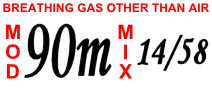
Marbete de cilindro de buceo, con Trimix

Código de colores de IMCA, en el hombro de cilindro, con Trimix

Por convenio, la mezcla se denomina por los porcentajes de oxígeno, helio y opcionalmente el balance total (hasta completar el 100% de la mezcla) de nitrógeno. Por ejemplo, una mezcla llamada Trimix 10/70 consiste en un 10% de oxígeno, 70% helio y un 20% de nitrógeno.
La razón principal para añadir helio a la mezcla de gases respirables es la de reducir la proporción de nitrógeno y oxígeno, por debajo de las proporciones normales atmosféricas (20,8% para el oxígeno y 79% para el nitrógeno), permitiendo que la mezcla de gases pueda ser respirada de manera segura a grandes profundidades.
El aire atmosférico, presenta dos problemas fundamentales, si es respirado a grandes profundidades (+ de 40 m):
- El nitrógeno del aire produce al humano lo que se conoce como "narcosis" o "borrachera de las profundidades", de manera sensible, a profundidades superiores a 40 m
- El oxígeno del aire presenta riesgos de toxicidad (Efecto de Paul Bert) a profundidades superiores a 55 m, aproximadamente.
- A profundidades superiores a 50 m el aire está tan comprimido y es tan denso que cuesta muchísimo respirarlo. Por ese motivo se requiere de una mezcla más ligera.
Por todo ello se recomienda sustituir ciertas cantidades de nitrógeno y oxígeno por un gas inocuo, no inflamable y no narcótico al ser respirado a presión. Generalmente se usa el helio para dicho fin.
Las proporciones en las que se mezcla el cóctel dependen fundamentalmente de la profundidad máxima a la que se va a bucear, existiendo lo que coloquialmente se llama "bestmix" o "mezcla óptima" para una determinada profundidad. Esta "bestmix" es la mezcla de O2/He/N2, que a una determinada profundidad proporciona unos parámetros de narcosis y presión parcial de O2, que se consideran adecuados al tipo de buceo a realizar.
Los parámetros que rigen la "mezcla óptima" o "bestmix" generalmente usados en buceo deportivo son:
- Profundidad de aire equivalente de 30-35 m y eso significa que la presión parcial de N2 de la mezcla trimix "bestmix" en el fondo (máxima cota de profundidad) es igual que la presión parcial del N2 que tendría el aire si se respirase a 30-35 m de profundidad; es decir, 0,79. 4 Bar absolutos=3,16Bar=PPN2 para 30 m y eso significa que la "bestmix" tendrá en el fondo una PPN2 de 3,16 Bar, con una profundidad de aire equivalente de 30 m

- Presión parcial de O2 en el fondo con valores entre 1-1,4 Bar.[5] Esto significa que la mezcla "bestmix" tendrá a su máxima cota de profundidad una presión parcial no superior a estas cifras.[1][2][12]

## Ejemplo
Se desea calcular una "bestmix" o "mezcla óptima" para bucear con fondo a 70 m (8 bares de presión absoluta) con profundidad de aire equivalente de 30 m y presión parcial de O2 de 1,4 bar en el fondo:
La PPN2(presión parcial de nitrógeno) a 30m será: PPN2=0,79. 4=3,16 bar.
Por la Ley de Dalton se deduce:
Fracción de N2. 8 bar absolutos=3,16 bar PPN2, de donde se obtiene la fracción N2=0,395=3,16 bar/8 bar
La Fracción de N2 será de 0,395 o mejor dicho 39,5% de N2 de la mezcla.
La PPO2 (presión parcial de Oxígeno)en el fondo (70 m) será de 1,4 bar.
Por la Ley de Dalton se sabe que para el O2 y para que tenga la mezcla 1,4 bar de PParcial a 70 m (8 bar absolutos):
Fracción de O2.8 bar absolutos=1,4 bar PPO2, de donde se obtiene Fracción O2=0,175=1,4 bar/8 bar
La fracción de O2 de la mezcla será 0,175 o mejor dicho 17,5% de O2.
Por lo tanto se necesitará una mezcla que contenga un 39,5% de N2 y un 17,5% de O2, como el aire tiene un 79,5% de N2 y un 20,9% de O2, habrá que añadir helio para conseguir una mezcla que contenga dicho porcentaje. Si se tiene 17,5%+39,5%=57%N2+O2 se necesitará 100%-57%=43% de He, quedando la mezcla resultante 17,5%O2/43%He/39,5%N2 o mejor dicho, un trimix 17/43.
Se puede decir entonces que para una PPo2 de 1,4 Bar y una Profundidad de aire Equivalente (PEA)de 30 m La "bestmix" o "mezcla optima" trimix para 70 m es un 17/43.
Una conclusión muy razonable, después de conocer los inconvenientes de la presencia de N2 en las mezclas respirables, consiste en creer que sería mejor suprimir todo el N2 y respirar solo O2/He, conocido como heliox, pues así se podría bajar a mucha profundidad, prácticamente sin narcosis. Esto en realidad presenta dos inconvenientes:
- Las mezclas son mucho más caras (el He es un gas muy caro)
- Produce un aumento en los tiempos de descompresión en varios algoritmos descompresivos usados actualmente.
- el nitrógeno disuelto en el Trimix puede prevenir el síndrome nervioso de alta presión, un problema que puede darse al respirar heliox, a profundidades por debajo de los 130 m (429 pies).

## Tipos de trimix
- Trimix normóxico: conocido también como Triox. Son mezclas de O2/He/N2 con porcentajes de O2 no inferiores al 20% aprox. Muy adecuadas para bucear en profundidades entre 40 y 55 m aprox.[16][15]

- Trimix hipóxico: todas las demás mezclas trimix O2/He/N2 con porcentajes de O2 inferiores al 20% aprox.[17]

## Otras lecturas
- Bond, G. «New developments in high pressure living». Naval Submarine Medical Research Laboratory. Technical Report 442. Archivado desde el original el 23 de diciembre de 2016. Consultado el 29 de diciembre de 2015.</ref>

- Bowen, Curt (1997). «Heliair: Poor man's mix» (pdf). DeepTech. Consultado el 13 de enero de 2010.</ref>

- Davis, M (1996). «"Technical" diving and diver performance: A personal perspective.». Journal of the South Pacific Underwater Medicine Society 26 (4). Archivado desde el original el 23 de diciembre de 2016. Consultado el 29 de diciembre de 2015.</ref>

- Dinsmore DA. And Broadwater JD. (1999). «1998 NOAA Research Expedition to the Monitor National Marine Sanctuary.». In: Hamilton RW, Pence DF, Kesling DE, eds. Assessment and Feasibility of Technical Diving Operations for Scientific Exploration. (American Academy of Underwater Sciences). Archivado desde el original el 28 de septiembre de 2012. Consultado el 29 de diciembre de 2015.</ref>

- «Thermal conductivity of some common materials». The Engineering ToolBox. 2005. Consultado el 9 de marzo de 2010. «Argon:0.016; Air:0.024; Helium:0.142 W/mK».</ref>

- Gentile, Gary (1998). Technical Diving Handbook. Philadelphia, PA: G. Gentile Productions. ISBN 978-1-883056-05-6. Consultado el 13 de enero de 2010.</ref>

- Bret Gilliam; Robert Von Maier; Darren Webb (1 de enero de 1995). Deep Diving: An Advanced Guide to Physiology, Procedures and Systems. Aqua Quest Publications, Inc. pp. 84-. ISBN 978-0-922769-31-5.</ref>

- Mitchell SJ, Cronjé FJ, Meintjes WA, Britz HC (febrero de 2007). «Fatal respiratory failure during a "technical" rebreather dive at extreme pressure». Aviat Space Environ Med 78 (2): 81-6. PMID 17310877. Consultado el 29 de julio de 2009.</ref>

- Doolette DJ, Gault KA, Gerth WA (2015). «Decompression from He-N2-O2 (trimix) bounce dives is not more efficient than from He-O2 (heliox) bounce dives.». US Navy Experimental Diving Unit Technical Report 15-4. Archivado desde el original el 7 de julio de 2017. Consultado el 30 de diciembre de 2015.</ref>

- David Shaw. «The Last Dive of David Shaw». Consultado el 29 de noviembre de 2009.</ref>

- Warwick, Sam (May 2015). «100 years submerged». DIVER. Consultado el 29 de diciembre de 2015.</ref>